# Zofia Wilma-Bagniuk
Zofia Wilma-Bagniuk, właśc. Zofia Anna Wilma-Bagniuk z domu Jeglińska, również jako Zofia Anna Wilma (ur. 8 czerwca 1929, zm. 1 kwietnia 2021) – polska śpiewaczka operowa i pedagog muzyczny.

## Życiorys

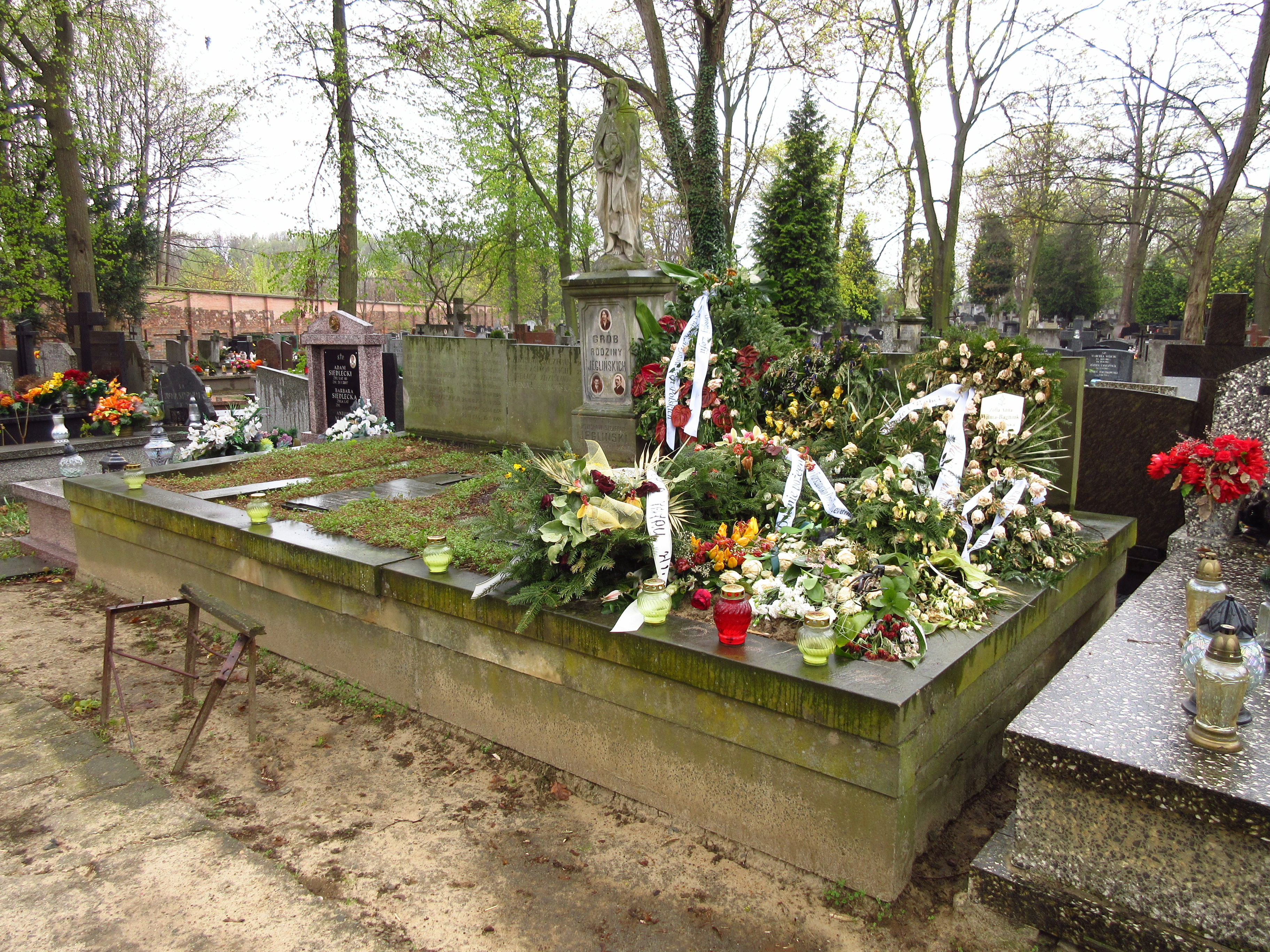
Grób Zofii Wilmy-Bagniuk na cmentarzu Bródnowskim

W czasie drugiej wojny światowej była harcerką Szarych Szeregów. 
Debiutowała w Chórze Harcerskim Władysława Skoraszewskiego. Była absolwentką X Liceum Ogólnokształcącego im. Królowej Jadwigi oraz Wydziału Wokalnego Państwowej Wyższej Szkoły Muzycznej w Warszawie, należała do grona uczennic Ady Sari. 
W 1960 roku zadebiutowała jako solistka w Teatrze Wielkim partią Gildy w "Rigoletto". Występowała również w Filharmonii Narodowej, Warszawskiej Operze Kameralnej oraz Volkstheater w Rostocku. Była laureatką Nagrody Radia i Telewizji przyznanej podczas Międzynarodowego Konkursu Muzycznego im. Ferenca Erkela w Bukareszcie oraz zdobywczynią II nagrody na Międzynarodowym Konkursie Wokalnym w 's-Hertogenbosch w 1962 roku. Współpracowała z Zespołem Muzyki Dawnej Musicae Antiquae Collegium Varsoviense, z którym nagrała płytę "Kolędy staropolskie". W latach 1985–1992 pracowała jako pedagog chóru Teatru Wielkiego. Była wieloletnim członkiem Stowarzyszenia Polskich Artystów Muzyków. 
Pochowana na cmentarzu Bródnowskim (kwatera 23H-I-18). 

## Najważniejsze role
- Gilda (Rigoletto G. Verdiego);
- Grileta (Aptekarz J. Haydna);
- Blonda (Uprowadzenie z seraju W.A. Mozarta);
- Osetta (Pimpinone G.Ph. Telemanna).

## Ordery i odznaczenia
- Odznaka "Zasłużony Działacz Kultury"